# Les Chocolats de l'amour
Les Chocolats de l'amour est un téléfilm suisse réalisé par Markus Fischer et diffusé en 2006.

## Fiche technique
- Titre original : Süssigkeiten
- Scénario : Nicola Schreiner, Beatrice Goetz
- Durée : 87 min
- Pays :  Suisse

## Distribution
- Pasquale Aleardi : Nick Sander
- Simona Sbaffi : Lilli Brenner
- Maurice Moor : Oskar Winterberger
- Stefanie Japp : Eva Winterberger
- Jean Pierre Cornu : Hans Brenner
- Bettina Dieterle : Ambra
- Heidi Maria Glössner : Margot Brenner
- Hanspeter Müller : Nägeli
- Caroline Jaden Stussi : Strip-teaseuse
- Hans-Peter Ulli